# Mattias Hubrich
Mattias Hubrich (ur. 26 maja 1966 w Dunedin) – nowozelandzki narciarz alpejski, dwukrotny olimpijczyk.
W Sarajewie zajął 17. miejsce w slalomie, a cztery lata później 22. miejsce w slalomie, 24. w supergigancie, zaś slalomu giganta nie ukończył.
Brat Markusa Hubricha, również olimpijczyka.